# Riesbürg
Riesbürg is een plaats in de Duitse deelstaat Baden-Württemberg, en maakt deel uit van het Ostalbkreis.
Riesbürg telt 2.268 inwoners.
Aalen ·
Abtsgmünd ·
Adelmannsfelden ·
Bartholomä ·
Böbingen an der Rems ·
Bopfingen ·
Durlangen ·
Ellenberg ·
Ellwangen ·
Eschach ·
Essingen ·
Göggingen ·
Gschwend ·
Heubach ·
Heuchlingen ·
Hüttlingen ·
Iggingen ·
Jagstzell ·
Kirchheim am Ries ·
Lauchheim ·
Leinzell ·
Lorch ·
Mögglingen ·
Mutlangen ·
Neresheim ·
Neuler ·
Obergröningen ·
Oberkochen ·
Rainau ·
Riesbürg ·
Rosenberg ·
Ruppertshofen ·
Schechingen ·
Schwäbisch Gmünd ·
Spraitbach ·
Stödtlen ·
Täferrot ·
Tannhausen ·
Unterschneidheim ·
Waldstetten ·
Westhausen ·
Wört